# 조인 (후한)
조인(曹寅 ? ~ ?)은 중국 후한 말의 정치인이다.

## 사적
무릉태수(武陵太守)를 지냈다.
형주자사(荊州刺史) 왕예(王叡)가 조정을 장악한 동탁(董卓)을 치기 위하려 출병하려 하였는데, 평소 무릉태수 조인과 사이가 나빴던 왕예는 조인을 먼저 죽이고 출병하여야 한다고 공공연히 말하고 다녔다. 이에 두려워한 조인은 광록대부(光祿大夫) 온의(溫毅)의 이름으로 왕예의 죄를 성토하는 격문을 날조하여, 평소 왕예에게 냉대를 받은 장사태수(長沙太守) 손견에게 보냈다. 격문을 받은 손견은 군세를 이끌고 왕예를 쳤고, 궁지에 몰린 왕예는 스스로 목숨을 끊었다.

## 출전
- 장발(張勃), 《오록》(吳錄) [진수(陳壽), 《삼국지》(三國志) 권46 손파로토역전(孫破虜討逆傳) 배송지주(裴松之注)에 인용]